# روبرت جيبسون (رجل أعمال)

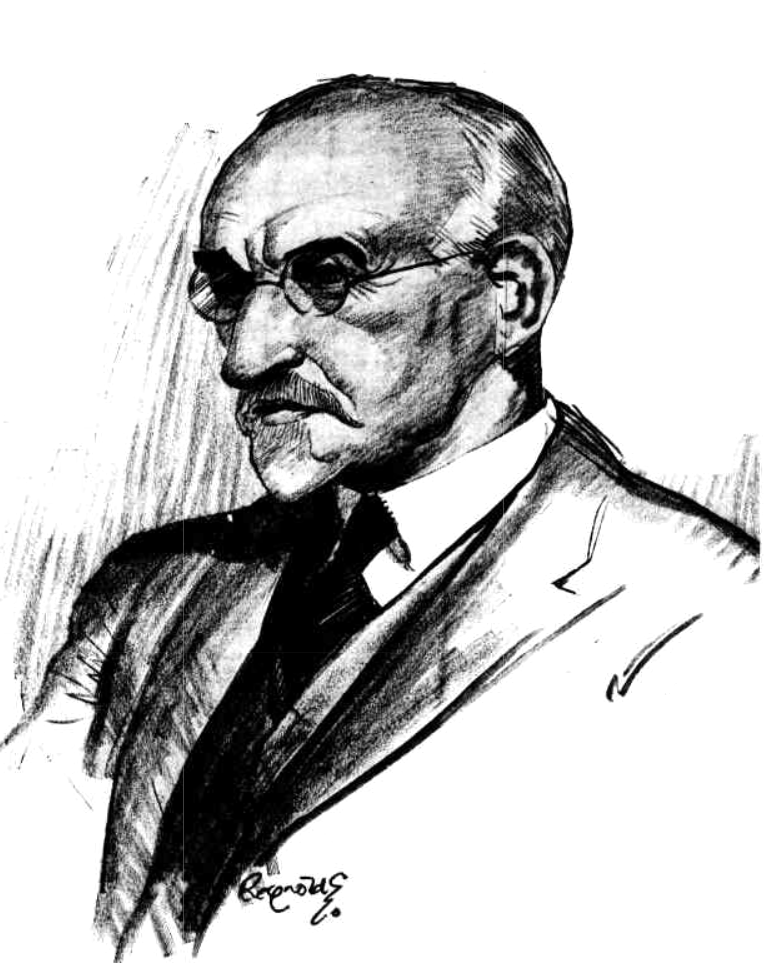
روبرت جيبسون، رجل أعمال، شغل منصب رئيس مجلس إدارة بنك الكومنولث الأسترالي، في صورة التُقطت عام 1930

روبرت جيبسون (بالإنجليزية: Robert Gibson) هو شخصية أعمال أسترالي، ولد في 4 نوفمبر 1863، وتوفي في 1934.